# Heinrich Georg Neuss

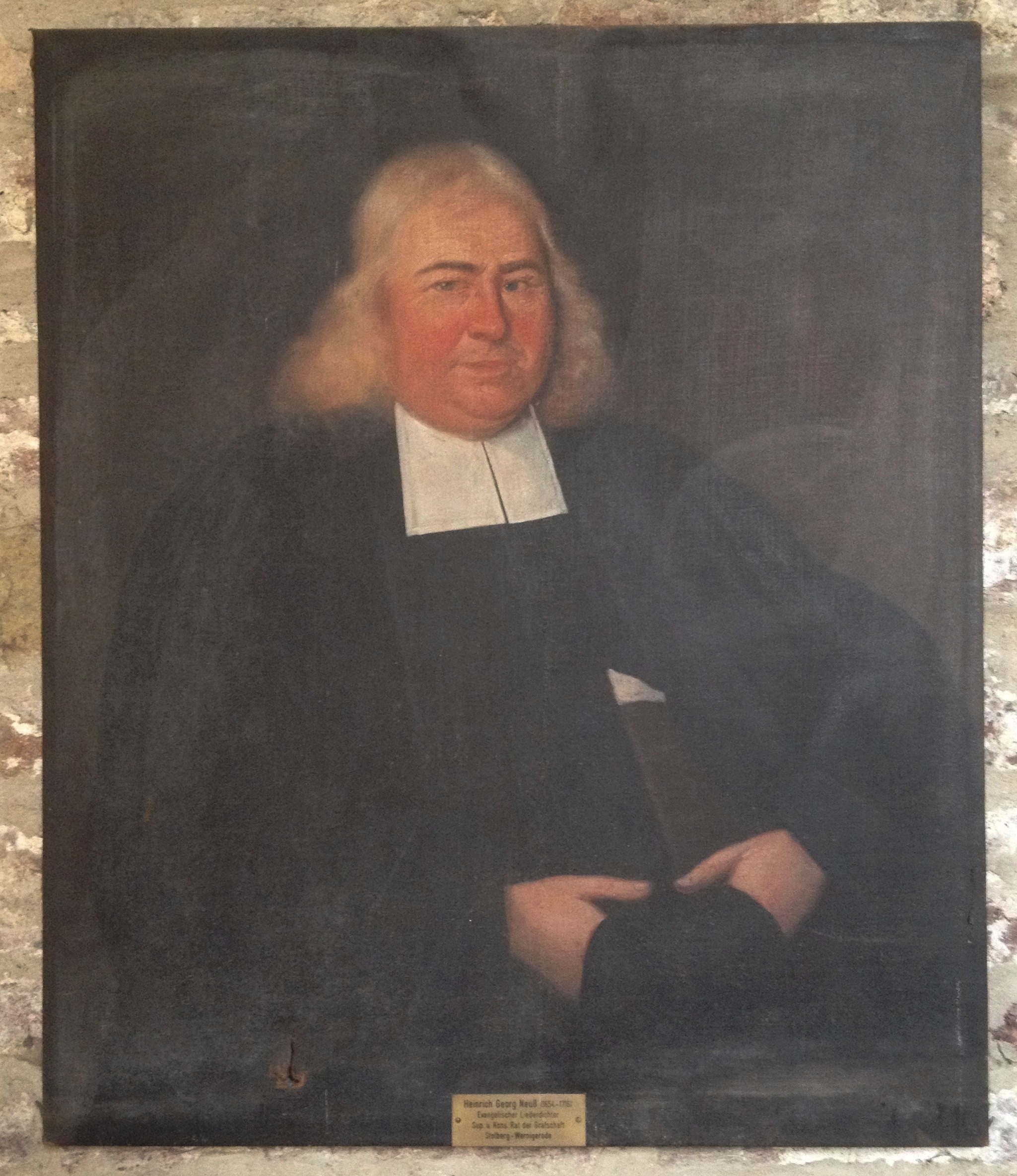
Heinrich Georg Neuss

Heinrich Georg Neuss (Elbingerode, 11 maart 1654 – Wernigerode, 30 september 1716) was een Duits kerklieddichter en pastor.

## Biografie
Neuss studeerde theologie in Erfurt. In Quedlinburg werd hij prediker. Daarna werd hij diaken in Wolfenbüttel. In Wernigerode werd hij benoemd tot pastor, schoolopzichter, superintendent en lid van de kerkenraad. In 1696 haalde hij zijn doctorstitel in de theologie.

## Publicaties
- Ein reines Herz, Herr, schaff in mir (EG 389, MG 431)